# Le Dit de la campagne d'Igor
Le Dit de la Campagne d'Igor ou Dit de l'Ost d'Igor (en vieux russe : Сло́во о плъку́ И́горєвѣ · И́горѧ сꙑ́на Свѧ́тъславлѧ · вну́ка О́льгова, en russe : Слово о полку Игореве, Slovo o Polkou Igoriévié, en ukrainien : Слово про Ігорів похід) est la plus ancienne[citation nécessaire] œuvre littéraire des Slaves orientaux, datant de la fin du XIIe siècle, l’époque de la Rus' de Kiev. Il est revendiqué tant par la littérature russe que par la littérature ukrainienne. En effet, la langue originale du poème nous reste relativement inconnue, puisque la version disponible en vieux russe est une copie du XVIe siècle adaptée aux lecteurs russes (moscovites) de l’époque.
Il s'agit d'une épopée, donc d'un poème épique dont le sujet est basé sur des faits réels, une campagne militaire menée en 1185 par Igor Sviatoslavitch, prince de Novgorod-Severski contre les Coumans de Kontchak et qui s'est soldée par un échec.

## Découverte
Le manuscrit de l'œuvre a été découvert dans le monastère de la Transfiguration du Sauveur (Spasso-Préobrajenski) de Iaroslavl en 1795 et acquis par le comte Alexeï Moussine-Pouchkine (1744-1817). La première édition date de 1800. Mais l'original a brûlé lors de l'incendie de Moscou de 1812. Au début du XXe siècle, une copie du manuscrit faite pour l'impératrice Catherine II est découverte. Seules l'édition de 1800 et la copie faite en 1795 ont été conservées, ce qui a conduit à une controverse sur l'authenticité de l'écrit, qui impliqua les grands noms de la slavistique russe et européenne, tels Roman Jakobson et André Mazon. En Union Soviétique, où le Dit fit l'objet d'une publication académique en 1962, traduit en russe moderne et accompagné de commentaires détaillés de Dimitri Likhachev, la controverse prit une tournure idéologique particulièrement violente, car la remise en cause de l'authenticité de l'œuvre était perçue comme une remise en cause des fondements de la culture russe et des valeurs d'héroïsme et d'unité nationale que les commentateurs officiels lisaient dans l'épopée. Ainsi la thèse de l'historien soviétique Alexandre Zimine, qui mettait en cause l'authenticité du Dit, a été interdite de publication. La controverse fut résolue seulement en 2004 par le linguiste Andreï Zalizniak qui démontra que l'auteur de l'œuvre maniait une langue composite dont on n'a pu reconstruire les mécanismes internes qu'au XXe siècle, avec la découverte de sources archéologiques (les écrits sur les écorces de bouleau de Novgorod, notamment) inaccessibles aux plus fins érudits des XVIIe et XVIIIe siècles.

## Résumé

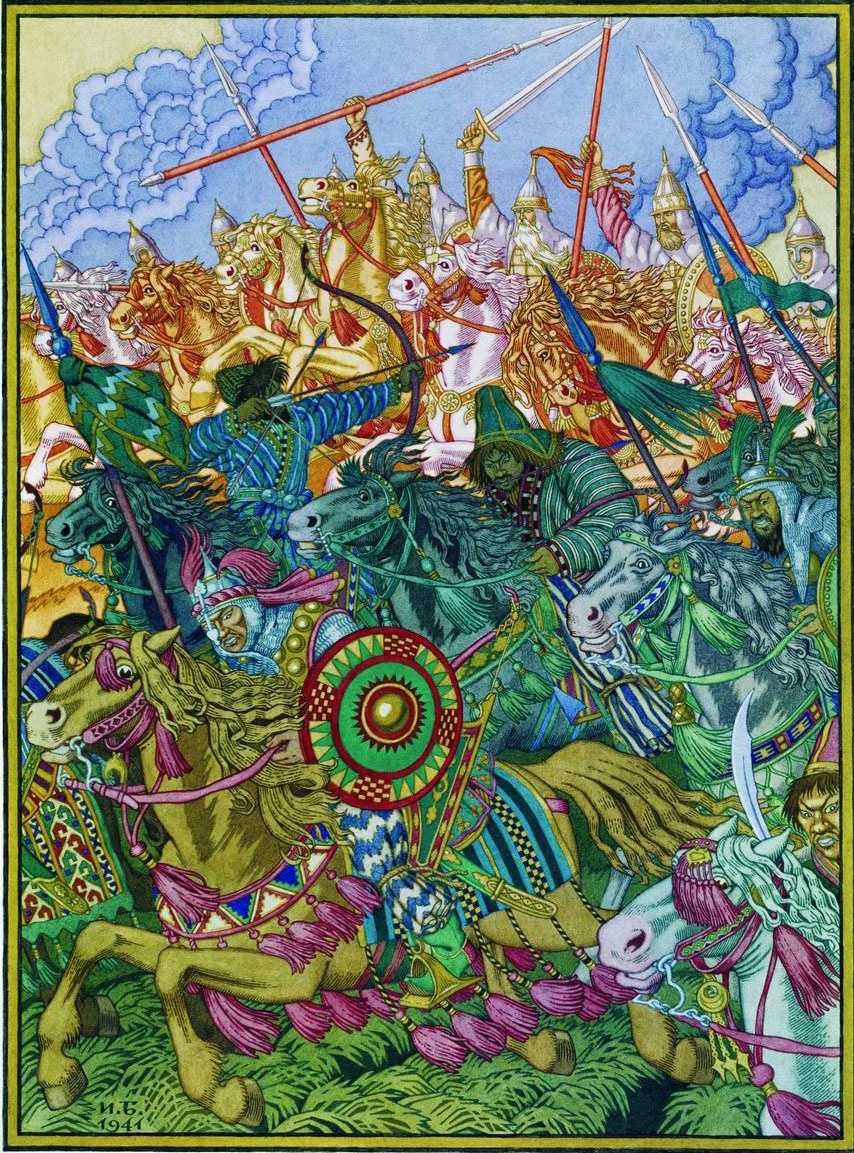
Illustration d'Ivan Bilibine pour Le Dit de la campagne d'Igor

L'auteur s'y met constamment en scène, tantôt pour invoquer le souvenir d'un devancier qu'il appelle Boïane, un poète mythique, tantôt pour manifester son admiration ou sa douleur. Il raconte une expédition du prince de Novgorod-Siévierski, Igor, contre les Polovtsy.
Victorieux au début, Igor subit dans une rencontre décisive un désastre complet et est fait prisonnier avec ses fils. N'ayant pas quitté Kiev, — les princes de Kiev sont casaniers et envoient généralement les autres au-dehors quand il s'agit d'en découdre, — Sviatoslav voit en rêve la terrible catastrophe. Il entend la plainte des vaincus, mêlée aux croassements des corbeaux. Au réveil, instruit de la réalité, il ne bouge toujours pas, mais envoie des messagers aux autres princes, ses voisins, les suppliant de se lever « pour la terre russe, pour les plaies d'Igor ». Cependant, sur les murs du château de Poutyvl, où elle est enfermée, la femme d'Igor, Iaroslavna, se lamente « comme un coucou solitaire au lever du soleil ». Elle est prête à partir :
« Je volerai comme un oiseau vers le Danube ;

je tremperai dans l'eau ma manche de loutre,

et je laverai les plaies d'Igor sur son corps puissant. »
Elle implore le vent, le soleil, la lune, etc., d'aider Igor.
Le dénouement est triomphal, quoique peu héroïque. Igor et ses fils s'échappent de sa prison et fuient en prenant la forme d'animaux sauvages. Les Polovtsy le poursuivent, mais la nature se fait complice de leur fuite : les pics en frappant du bec sur le tronc des arbres lui indiquent la route du Donets ; les rossignols lui annoncent l'aube... Il revient au foyer, et le Danube porte par la mer jusqu'à Kiev la voix des filles de Russie chantant l'allégresse universelle.

## Analyse
Le Dit de la campagne d'Igor a longtemps été considéré comme le premier texte composé en vieux russe (en langue vernaculaire). Jean-Pierre Arrignon et Michel Heller estiment quant à eux qu'il pourrait s'agir d'un faux créé au XVIIe siècle,.

## Postérité

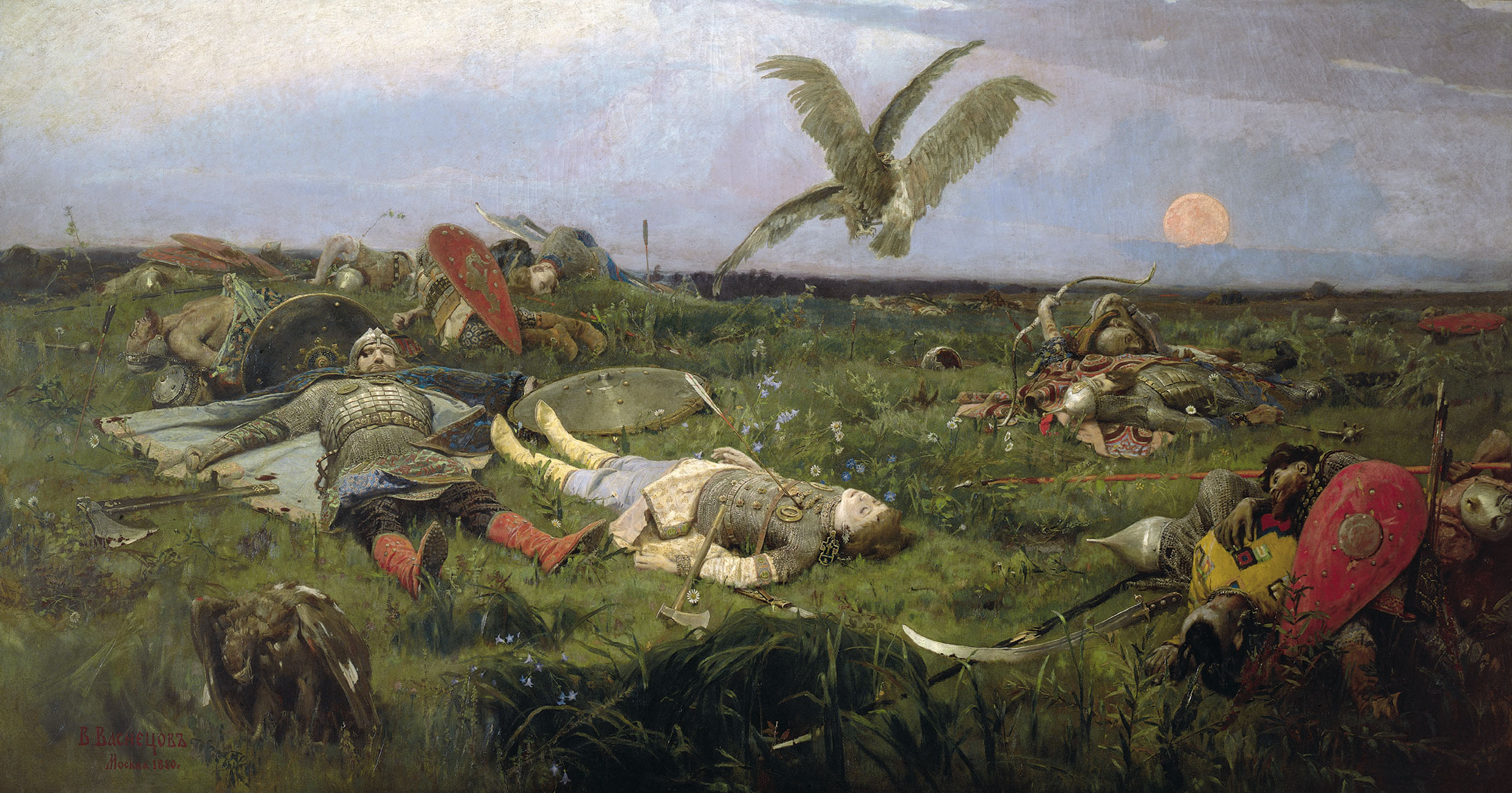
Le champ de la bataille entre Igor Sviatoslavitch et les Polovtses par Viktor Vasnetsov, 1889.

- Cette œuvre est à l'origine de l'opéra Le Prince Igor d'Alexandre Borodine, avec les célèbres Danses polovtsiennes.
- L'œuvre est citée dans Les Possédés de Dostoïevski (chap. II (VII)) comme sujet d'une leçon prochaine de Stéphane Trophimovitch.
- La Zadonchtchina est un poème épique inspiré de cette œuvre, et a elle-même ensuite inspiré Alexandre Blok pour son cycle poétique Sur le champ des bécasses.

### Éditions et traductions françaises du texte
- La Geste du prince Igor: épopée russe du douzième siècle, texte établi [édition et version originale reconstruite], traduit et commenté sous la direction d'Henri Grégoire, de Roman Jakobson et de Marc Szeftel, assistés de J.A. Joffe, Bruxelles, Annuaire de l'Institut de philologie et d'histoire orientales et slaves t. VIII, 1948.
- Le Prince Igor. L'épopée controversée du désastre de 1185 dans les steppes d'Ukraine, avec traduction, par Iaroslav Lebedynsky, Paris, L'Harmattan (collection Présence ukrainienne), 2001.
- La geste du prince Igor. Poème russe du XIIe siècle, texte établi, traduit et commenté par Eugène Volsky, Montpellier, 2002.
- La Geste du Prince Igor, traduit, commenté et présenté par Christiane Pighetti, Paris, La Différence, 2005.

### Manuels et études
- K. Waliszewski, Littérature russe, Paris, A. Colin, 1900.
- Jean-Pierre Arrignon, La Russie médiévale, Paris, Les Belles Lettres, coll. Guide Belles Lettres des civilisations, 2003.